# Museu Jacquemart-André
O museu Jacquemart-André, é um museu privado que pertence ao Instituto de França (Institut de France) localizado num hotel particular no 8º arrondissement de Paris, próximo do Arco do Triunfo (praça Charles de Gaulle) e por trás da avenida dos Campos Elíseos (Champs Élysées), no boulevard Haussmann, 158.
O museu foi inaugurado em 1913, logo após a morte de Nélie Jacquemart, viúva de Édouard André, e apresenta a coleção de obras de arte reunidas pelo casal, entre 1864 e 1912.

## Descrição

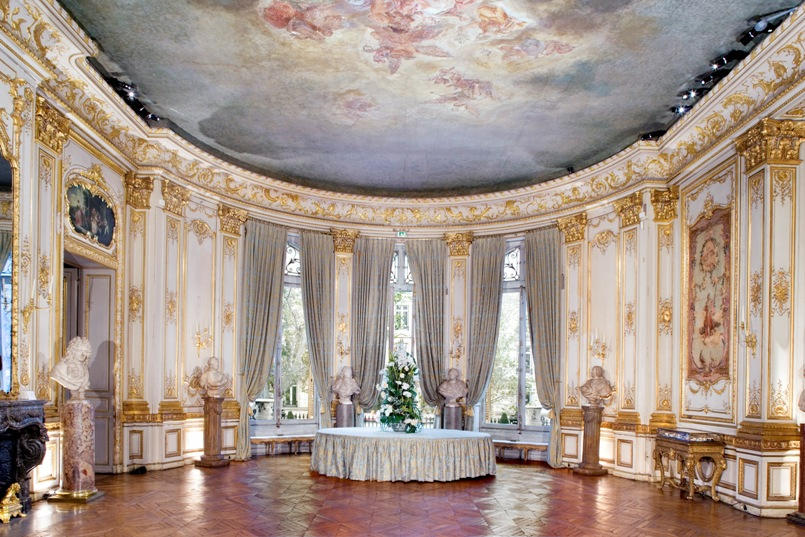
Salão grande

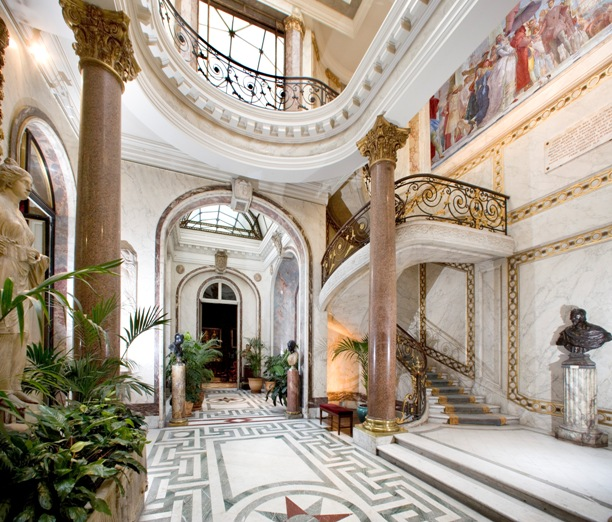
Escadaria de honra

Este palacete luxuoso foi concebido pelo arquiteto e decorador Henrique Parent (Henri Parent) entre 1869 e 1875, por encomenda de Eduardo André 
(Édouard André), herdeiro de uma das duas maiores fortunas da França durante o reinado de Napoleão III. Para esse efeito, comprou um terreno de 5 700 m² pela soma considerável de 1 520 000 francos.
De facto Eduardo pediu ao arquiteto, que lhe construísse o hotel particular à volta da Grande Sala em rotunda, cujas boiseries (apainelamentos) ele já possuía.  Provinham do hotel particular de Samuel-Jacques Bernard (conde de Coubert), demolido devido à regra de alinhamento das fachadas nas novas avenidas e boulevards, decretada pelo barão Haussmann.
A dimensão das salas na ala esquerda foi condicionada pela necessidade de enquadrar as tapeçarias "russianas", que também já tinha adquirido.

## História
Eduardo André era um descendente duma família protestante de banqueiros originária de Nimes, (Nîmes).  Em 1872, Eduardo André comprou a Gazette des Beaux-Arts tomou a direção da Union centrale des arts décoratifs.  Consciente da falta dum museu de artes decorativas, usou a sua renda quase ilimitada para colecionar quadros, esculturas, tapeçarias e outras obras de arte, todas do século XVIII, que apresentou no palacete mandado construir para esse efeito, quando ainda era solteiro.

## A coleção de pintura

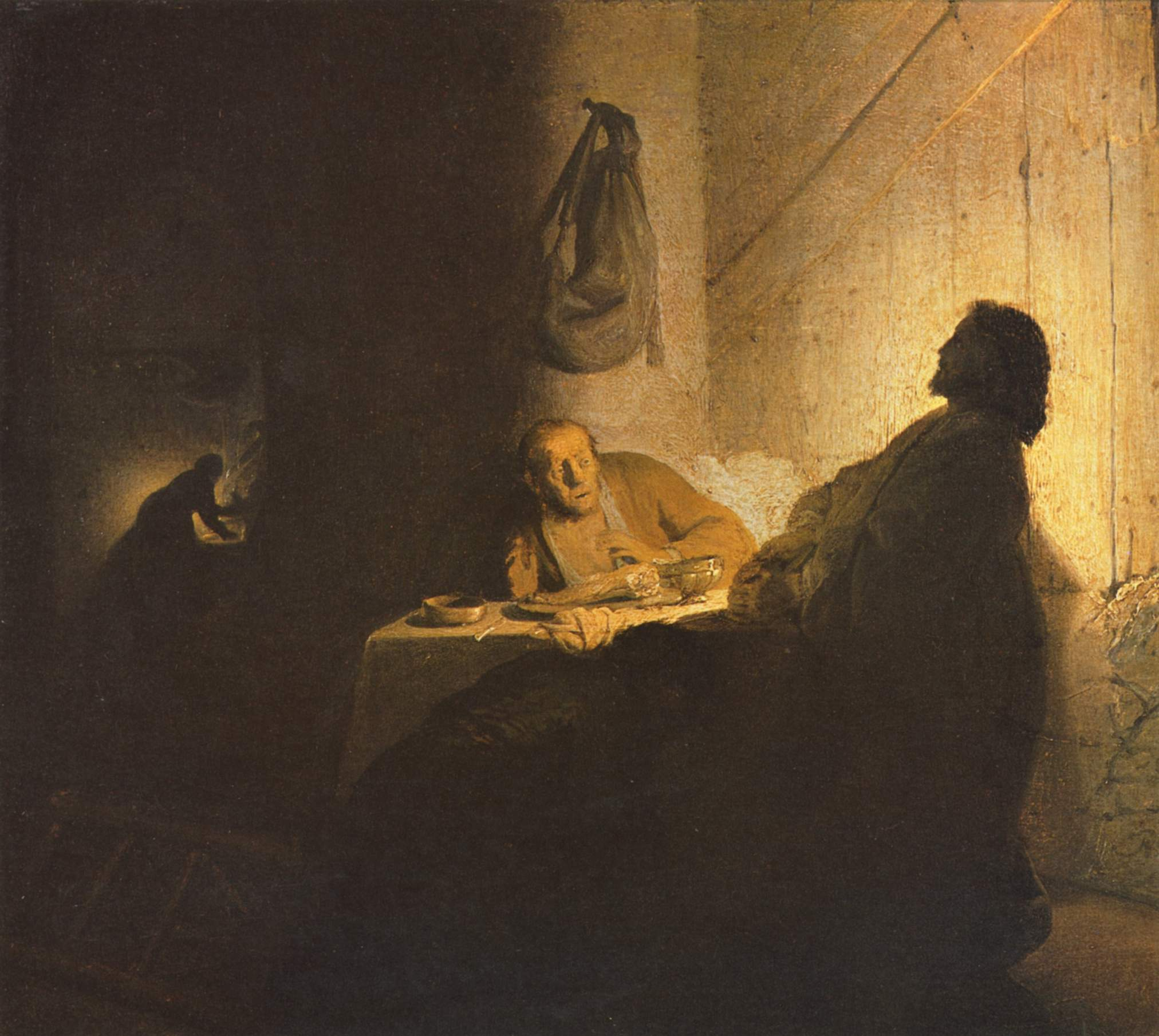
Discíplos de Emaús, quadro de Rembrandt, c. 1628. Repare que o 2º discíplo está ajoelhado à frente da mesa.

O museu apresenta obras de arte de entre outros Élisabeth-Louise Vigée Le Brun, Canaletto, Jean-Marc Nattier, Alfred Boucher, Rembrandt, Anthony van Dyck, Frans Hals, Giovanni Battista Tiepolo, Jacques-Louis David, Thomas Lawrence, Joshua Reynolds, Thomas Gainsborough, Paolo Uccello, Gian Lorenzo Bernini, Sandro Botticelli, Andrea Mantegna, Jean-Honoré Fragonard kaj Jean-Baptiste-Siméon Chardin.

## Informações turísticas
- Endereço: 158 boulevard Haussmann, 75008 Paris
- Horário: todos os dias das 10:00 às 18:00 (mesmo nos dias feriados)
- Transporte:
Metro: estações Miromesnil ou Saint-Philippe du Roule
RER: linha A, estação Charles de Gaulle—Étoile
Autocarro: linhas 22, 28, 43, 52, 54, 80, 83, 84, 93
- Entrada  — 10 €; 7,30 € — dos 7 aos 17 anos; gratuito até aos 7 anos
- O bilhete inclui:
Audioguia em francês, espanhol, holandês, inglês, italiano, japonês ou russo
Visita da exposição temporária